# Boreci
Boreci je naselje u slovenskoj Općini Križevcima. Boreci se nalazi u pokrajini Štajerskoj i statističkoj regiji Pomurju. 

## Stanovništvo
Prema popisu stanovništva iz 2002. godine naselje je imalo 286 stanovnika.